# Triaenodes laamii
Triaenodes laamii là một loài Trichoptera trong họ Leptoceridae. Chúng phân bố ở miền Cổ bắc.